# نهر إتابكورو
نهر إتابكورو ( (بالبرتغالية: Rio Itapecuru‏) ) وهو نهر في ولاية مارانهاو شمال البرازيل .

## دورة
ينشأ إتابكورو في الجزء الجنوبي من الولاية، في سيرا دو إتابكورو، الذي يرتفع إلى 660 متر (2,170 قدم) ، ويتدفق شمالًا لإفراغه في بايا دي ساو جوزيه . وهو مصدر مهم للمياه لعشرين مدينة في مارانهاو بما في ذلك ساو لويس . تتم حماية بعض منابع النهر من خلال حديقة ميرادور الحكومية التي تم إنشاؤها في عام 1980.